# Friedrich Hebbel
Christian Friedrich Hebbel, född 18 mars 1813 i Wesselburen, Dithmarschen, död 13 december 1863 i Wien, var en österrikisk författare och dramatiker.

## Biografi
Hebbels far var murare och familjen fattig. Redan som fjortonårig måste han försörja sig själv genom en anställning hos byfogden i Wesselburen som skrivarebiträde. 1835 fick han av några personer en mindre summa pengar för att kunna studera i Hamburg. Under ekonomiska svårigheter slutförde han sedan studierna i Heidelberg och München, i förhoppning om en akademisk lärarplats. Hebbels utveckling under dessa år visar ett trevande i olika riktningar, förebildligt för hela hans följande liv av allvarligaste idébrottning. 
Hans första tragedi, Judith (1840, spelad i Stockholm 1916) inleder en rad historiskt-romantiska dramer med huvudvikten lagd vid den psykologiska analysen. Snart därefter publicerade Hebbel en samling lyrik, Gedichte (1842), samtidigt som han sökte sin lycka i Köpenhamn. Av Kristian VIII fick han ett tvåårigt resestipendium. Sitt dramatiska författarskap fortsatte han med Genoveva (1843) och Maria Magdalena (1844, svensk översättning 1928), det senare ett borgerligt sorgespel, fullbordat i Paris, där han knöt bekantskap med Heinrich Heine. För det rabulistiska "unga Tyskland" hyste Hebbel för övrigt ingen sympati.
Hans åsikter om litteraturens, särskilt dramat fixerades i Mein Wort über das Drama (1843). På återfärden från en resa till Italien övertalades han att stanna i Wien, där hans starka teaterintresse tog i anspråk vid Hofburgteatern. Här förblev han sedan resten av sitt liv och gifte sig 1846 med skådespelerskan Christine Enghaus. Revolutionsåret 1848 betecknar en ny epok i Hebbels alster. Detta år framträdde han dels med Neue Gedichte, huvudsakligen tankelyrik, dels med tragedin Herodes och Mariamne (svensk översättning 1909). Bland hans följande dramatiska verk märks Michel Angelo (1855), Agnes Bernauer (1851, tryckt 1855), Gyges und sein ring (tryckt 1856) samt den mäktiga trilogin Die Nibelungen (1856-62).
Hebbel skrev även ett epos, hexameteridyllen Mutter und Kind (1859), och noveller. Sysselsatt med ett drama, Demetrius (utgiven 1864), avled han 1863. Av samtiden rönte han i likhet med Franz Grillparzer - tillsammans med Hebbel den efterklassiska tidens stora dramatiker inte det väntade erkännadet. Efter hans död har han däremot fått en så mycket större uppskattning, och betraktats som en av 1800-talsdramats stora förnyare. I viss mån var han en föregångare till Henrik Ibsen som intellektualist och antalytiker.
Hebbels Sämmtliche Werke utkom första gången 1865–1867, i en kritisk utgåva även innehållande Hebbels Briefe utgivna av Richard Maria Werner 1904–1907. Hans Tagebücher utgavs i 3 band (3:e upplagan 1904).